# Docsity
Docsity è una piattaforma online in cui è possibile condividere e scaricare materiale di studio. Docsity consente a studenti universitari e liceali di scaricare e condividere appunti, riassunti e test per prepararsi agli esami. Per scaricare i documenti sono necessari dei punti che si ottengono effettuando azioni sulla piattaforma. Si può anche scegliere l'opzione di pagare un abbonamento per accedere al download immediato dei contenuti.

## Storia
Docsity è stata fondata nel 2010 da uno studente del Politecnico di Torino, in una prima versione solamente italiana della piattaforma. Dopo aver notato che molto materiale utile allo studio era disponibile solo per pochi studenti, ha cominciato a lavorare per creare una piattaforma aperta ed accessibile da tutti.
Nel 2014 Docsity è stata premiata a Dubai col Next Generation Award come start up culturale più interessante del momento.
Nel 2020 l'Università degli Studi di Milano ha scelto Docsity per la progettazione della sua prima Virtual Open Week.